# Gutzon Borglum
John Gutzon Borglum (25 mars 1867 – 6 mars 1941) est un artiste et sculpteur américain qui devint mondialement célèbre pour son œuvre du mont Rushmore qui représente quatre grands présidents américains. Ces quatre visages de 18 mètres de haut se situent dans l'État du Dakota du Sud dans les collines Black Hills.

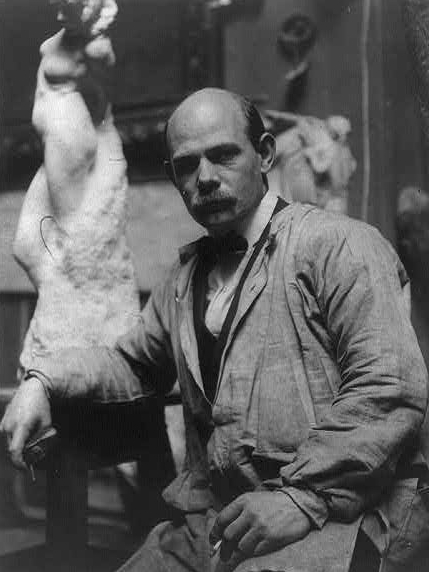
Gutzon Borglum, vers 1910.

## Biographie
Gutzon Borglum est né à Saint Charles, dans l'Idaho. Il est le fils de la deuxième femme d'un mormon danois qui était sculpteur sur bois. À l'âge de sept ans, il déménage au Nebraska et sera plus tard diplômé de la Creighton Preparatory School (en). Entre 1890 et 1893, il est formé à Paris à l'Académie Julian, où il rencontre Auguste Rodin dont l’œuvre l'influence. Durant son séjour, sa peinture et sa sculpture sont admises au Salon de peinture et de sculpture. Entre 1896 et 1901, au Royaume-Uni, il reçoit des rémunérations[pourquoi ?] dont une de la part de la royauté.
De retour aux États-Unis, il sculpte les saints et apôtres de la nouvelle cathédrale Saint-Jean le Divin de New York en 1901. Une de ses sculptures est acceptée au Metropolitan Museum of Art – il s'agit de la première sculpture d'un Américain vivant que le musée ait jamais achetée – et il impose un peu plus sa présence par quelques portraits. Il gagne aussi la Logan Medal of the arts (en).
Il obtient un diplôme du Harvard Technical College, et sa réputation dépasse celle de son frère cadet Solon Borglum, sculpteur déjà reconnu.
Une fascination pour les échelles gigantesques et les thèmes du nationalisme héroïque conviennent à sa personnalité extravertie. Sa tête d'Abraham Lincoln, taillée dans un bloc de marbre de six tonnes, est exposée à la Maison-Blanche et se trouve aujourd'hui dans la rotonde du Capitole de Washington.
Borglum est très compétent pour remporter les appels d'offres pour les édifices et monuments publics. En 1908, il gagne la compétition pour la statue en l'honneur du général Philip Sheridan, (la General Philip Sheridan), qui doit être érigée au Sheridan Circle, à Washington. Une seconde version est érigée à Chicago le 16 juin 1923. Il collabore brièvement au magazine progressiste The Masses (1912).
Borglum pense que « les monuments que nous avons construits ne nous appartiennent pas », il cherche à créer de l'art qui est « américain, tiré de sources américaines, perpétuant la réussite américaine », comme il le souligne dans un article de 1908. Son équation d'être « Américain » et être né de deux parents américains — « la chair de notre chair » — était caractéristique des croyances nativistes du début du XXe siècle.
Gutzon Borglum est aussi un homme plein de contradictions, un antisémite qui a de nombreux amis juifs, un membre du KKK mais qui critique Hitler dans les années 1930 au point que celui-ci fait détruire sa statue de Woodrow Wilson située à Poznań au nord de la Pologne.
Épuisé après avoir parcouru le pays à la recherche de fonds pour finir les sculptures du mont Rushmore, Gutzon Borglum décède en 1941 à Chicago. C'est son fils Lincoln Borglum (en), alors âgé de 29 ans, qui entreprend d'achever la construction du monument.

## Mont Rushmore
Le projet fut initialement imaginé par l'historien américain Doane Robinson. Les deux visages présidentiels de George Washington et de Thomas Jefferson furent vite rejoints par ceux d'Abraham Lincoln et Theodore Roosevelt. La dynamite fut en partie utilisée pour enlever de grosses parties de la roche brute de la colline.
Borglum fut également obligé de parcourir le monde pour trouver des fonds pour que son travail puisse être mené à terme. Il sculpta en parallèle le mémorial de Thomas Paine à Paris et de Woodrow Wilson en Pologne. Durant ses périodes d'absence, le travail du mont Rushmore était supervisé par son fils Lincoln. Lorsqu'il mourut à Chicago en 1941, son fils acheva le travail de son père.

## Gutzon Borglum et le Ku Klux Klan

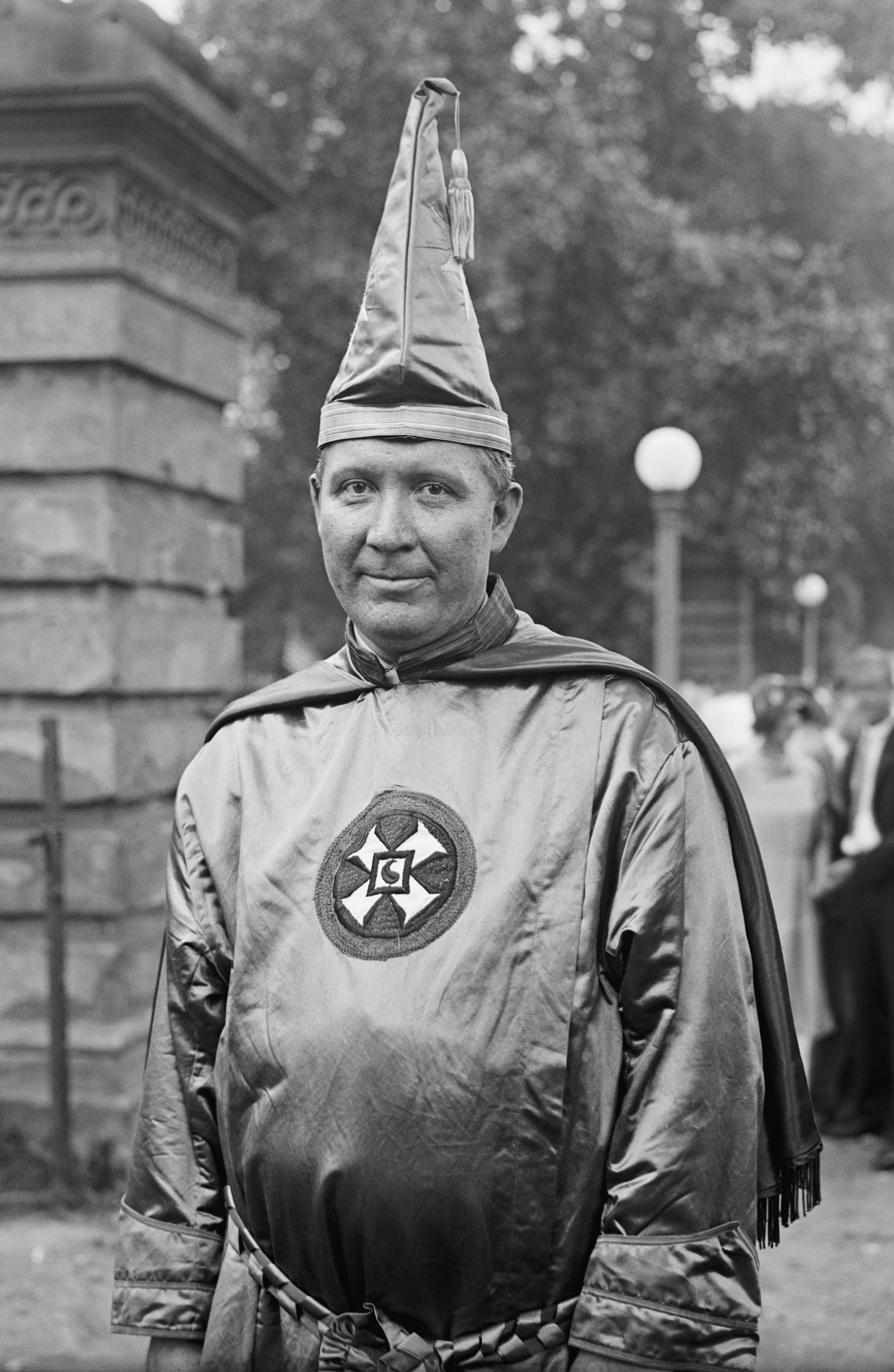
Hiram Wesley Evans, Imperial Wizard du KKK à partir de 1923.

Gutzon Borglum est une personnalité importante du Ku Klux Klan (KKK). Il y milite jusqu’à la fin de ses jours et occupe, en 1923, le rôle de membre de l’Imperial Koncilum, un conseil de Klansmen haut gradés qui gère la transition de pouvoir entre l’Imperial Wizard William Joseph Simmons et l’Imperial Wizard Hiram Wesley Evans,.
Durant sa vie, il nie cependant son implication dans le KKK, bien que celle-ci ait été de notoriété publique.
Néanmoins, bien que ce ne soit pas une preuve suffisante de son activité dans le KKK, le musée du mont Rushmore possède une lettre[pas clair] de D.C Stephenson, le Klan Grand Dragon de l'Indiana (soit le représentant officiel du KKK au niveau de l'État), plus tard condamné pour le viol et le meurtre de Madge Oberholtzer.
Dès 1915, il est approché par l'United Daughters of the Confederacy, une  association féminine promouvant la mémoire des soldats tombés pour les États confédérés d'Amérique, pour construire le monument de Stone Mountain dans l'État de Georgie, une sculpture à la gloire de Robert Lee, général en chef de l'armée des États confédérés durant la guerre de Sécession, il accepte le projet qui est en grande partie financé par le Klan.
Mais le caractère irascible, perfectionniste et autoritaire de Gutzon Borglum fait naître des tensions entre lui et le Klan. Dans un élan de colère, Borglum va jusqu'à détruire son plâtre et ses modèles, puis il quitte définitivement la Géorgie.

## Galerie

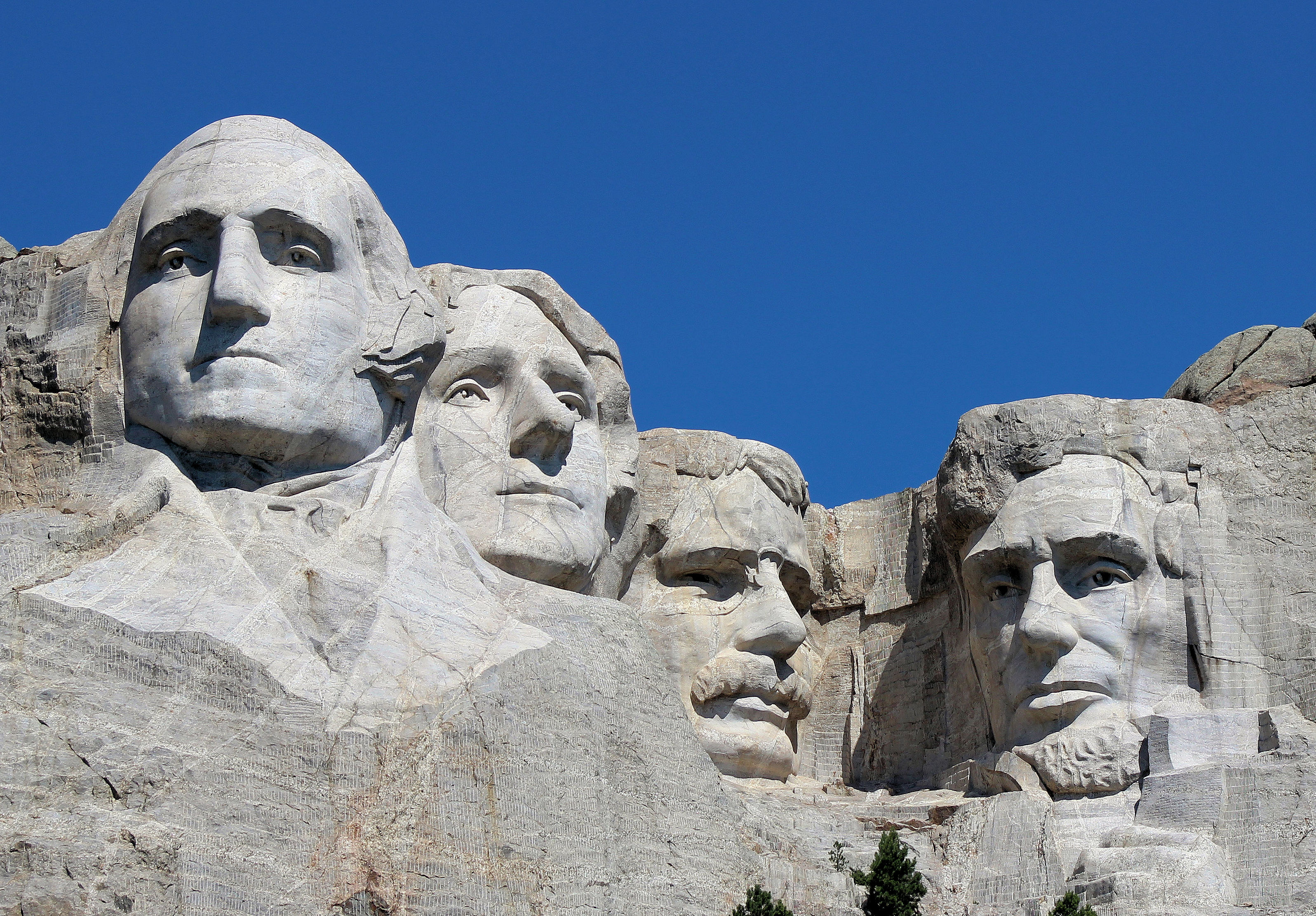
Le mont Rushmore.
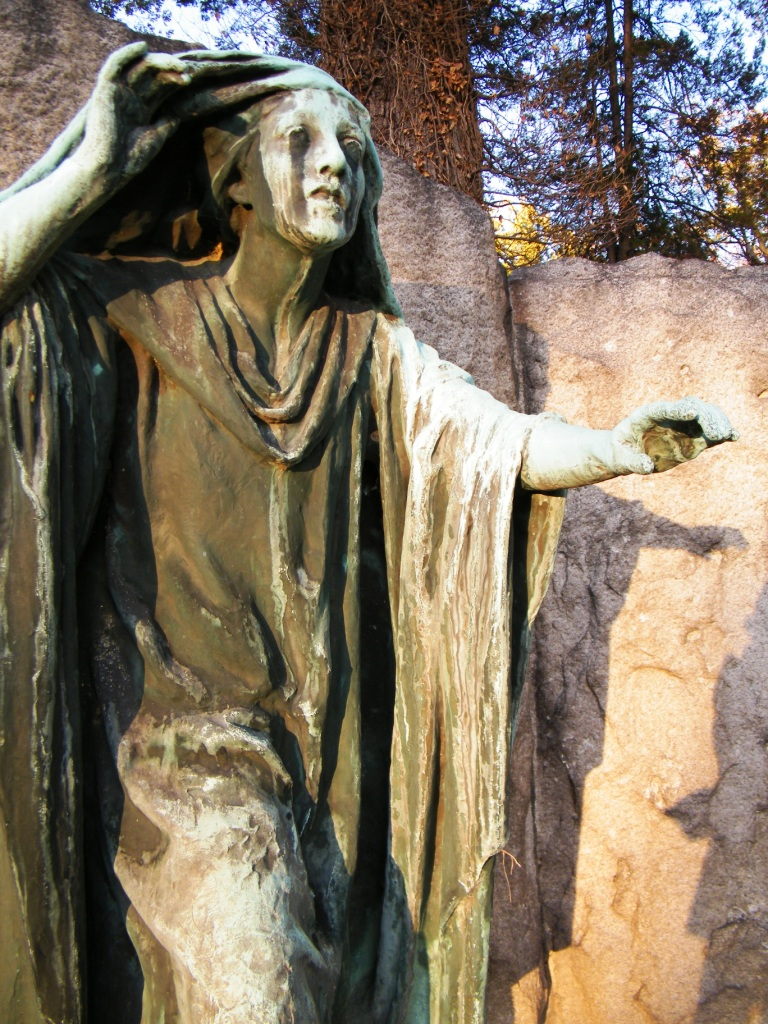
Rabbouni à Rock Creek Cemetery (en), Washington, D.C..
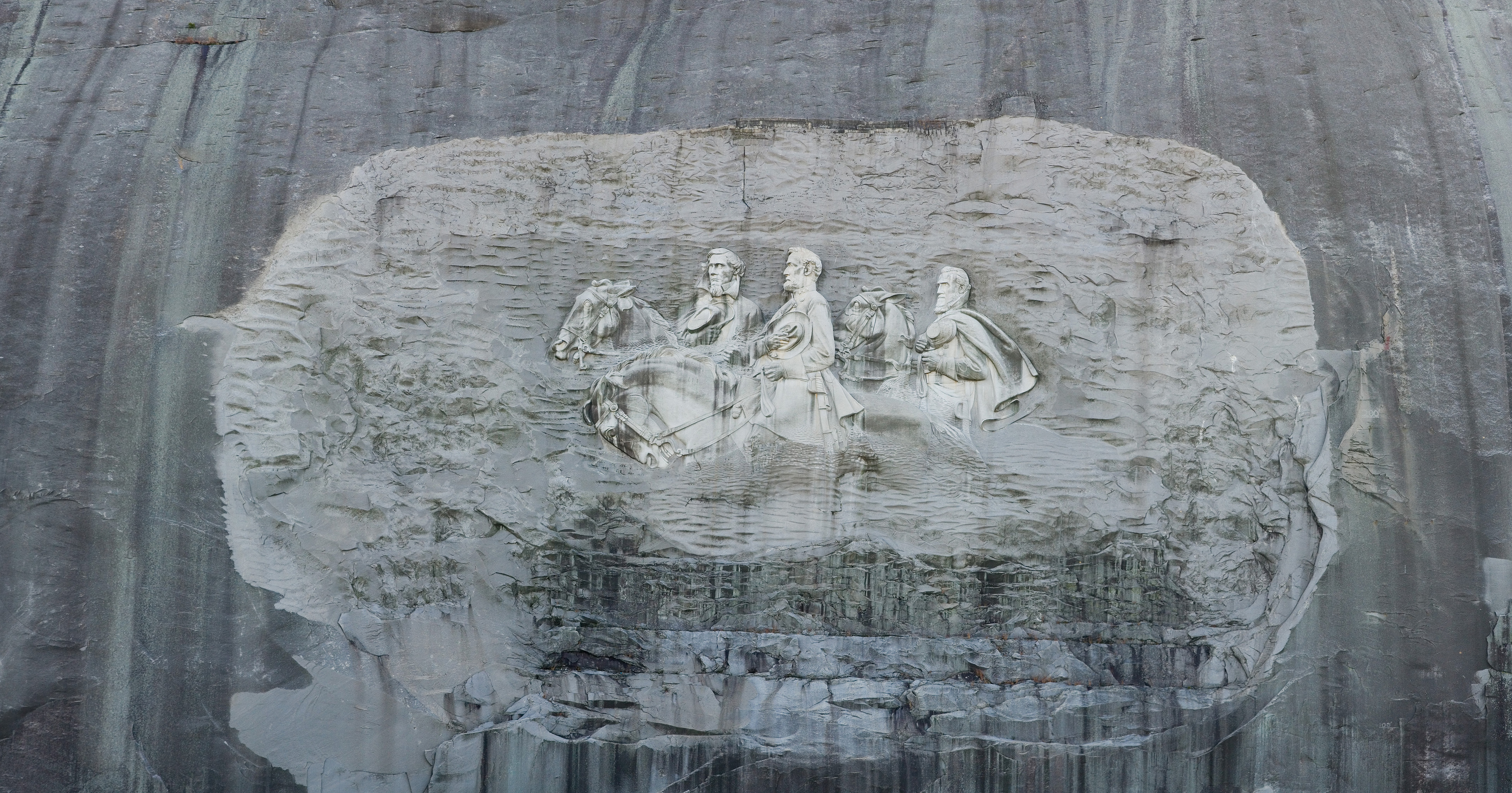
Stone Mountain.
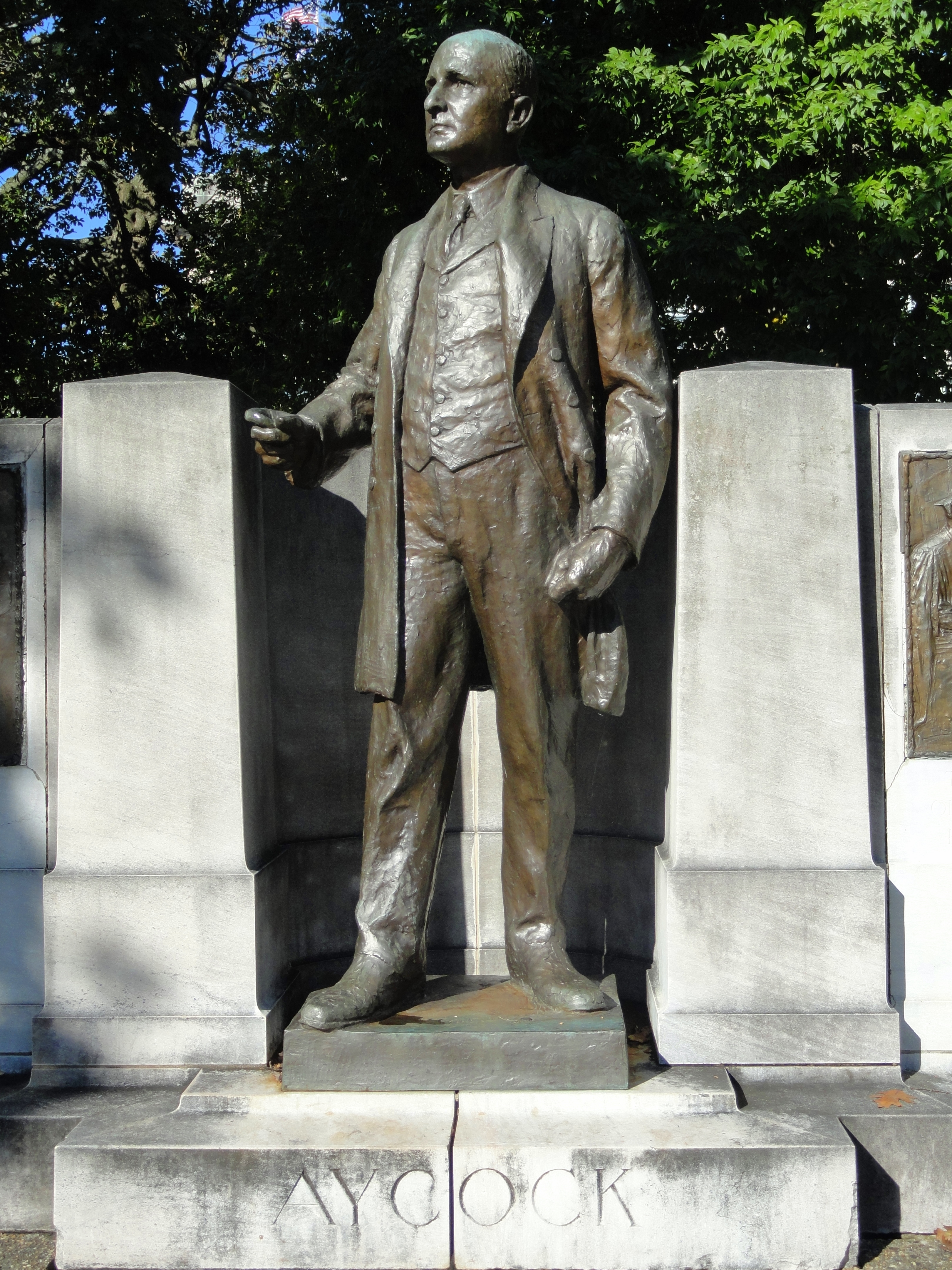
Statue de Charles Brantley Aycock (en) par Gutzon Borglum à Raleigh (Caroline du Nord).
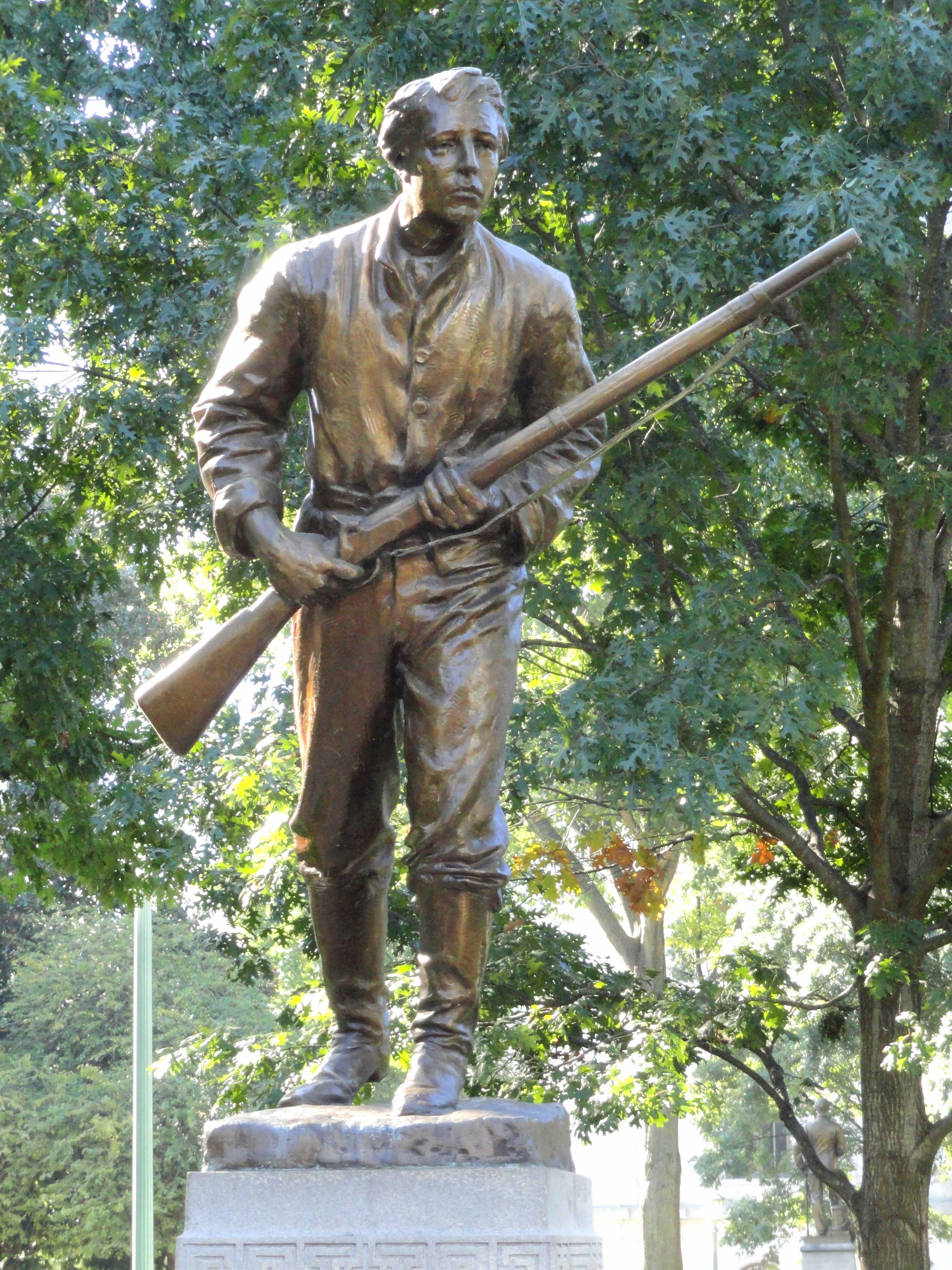
Statue de Henry Lawson Wyatt (en) par Gutzon Borglum à Raleigh (Caroline du Nord).
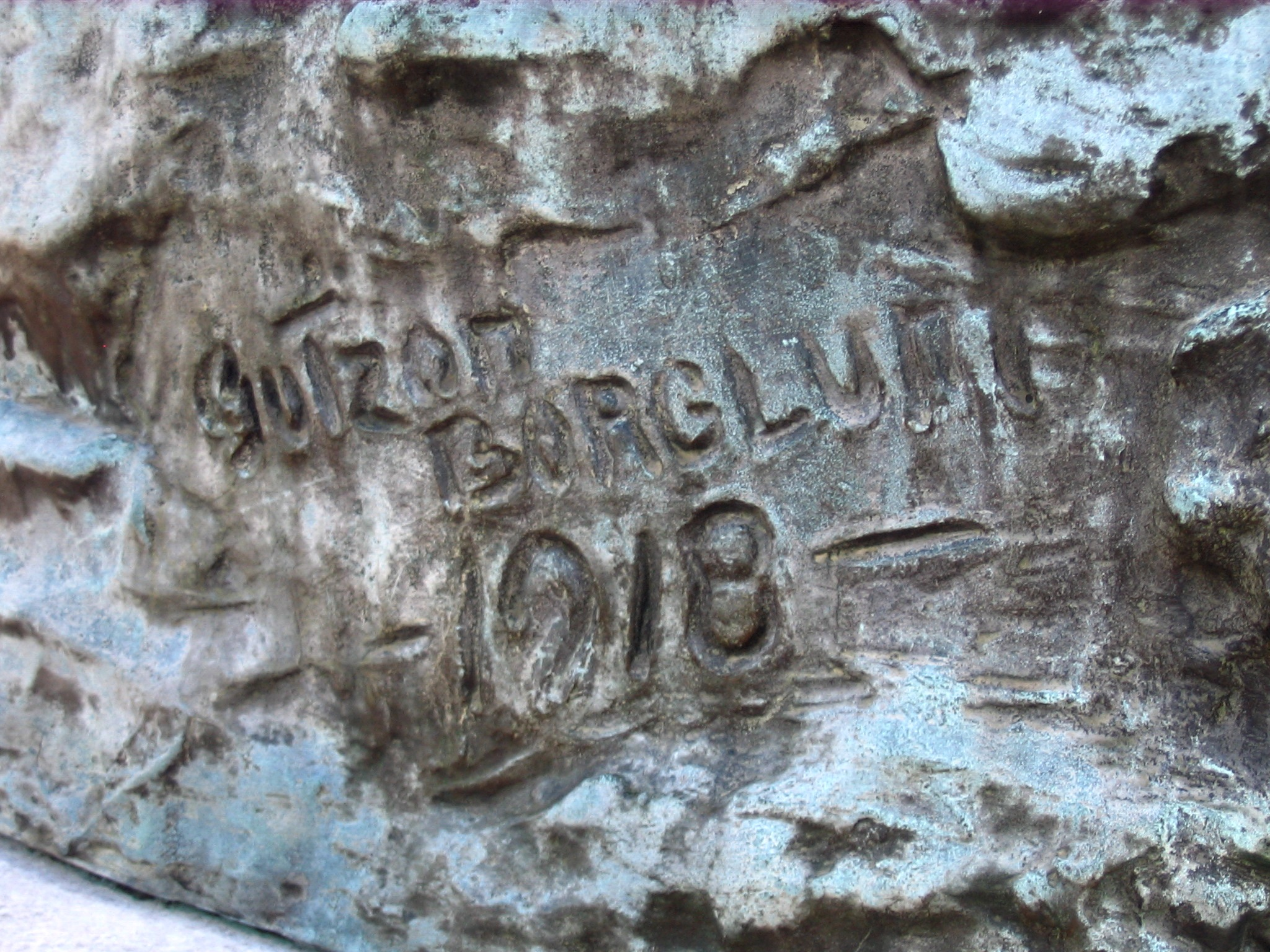
Signature de Gutzon Borglum datant de 1918.